# Jürgen Mai
Jürgen Mai (* 6. März 1951 in Berlin) ist ein deutscher Schauspieler, Regisseur und Synchronsprecher.

## Leben
Jürgen Mai absolvierte nach seinem Schulabschluss zunächst eine Ausbildung zum Diesellokschlosser und studierte dann von 1973 bis 1977 an der Hochschule für Schauspielkunst „Ernst Busch“ Berlin. Danach hatte er unter anderem Engagements am Theater Magdeburg, am Opernhaus Halle, am Fernsehtheater Moritzburg, am Hans-Otto-Theater Potsdam, am Stadttheater Bremerhaven, am Theater Bremen, am Theater Basel, am Grenzlandtheater Aachen und am Württembergischen Staatstheater Stuttgart.
Mai ist in zahlreichen Film-, Fernseh- und Theaterrollen zu sehen, unter anderem in den Serien Küstenwache, SOKO Wismar, Unser Charly, Tatort, Maddin in Love, Doppelter Einsatz und Balko.
Von 2003 bis 2010 war Mai der künstlerische Leiter des Privattheaters Komödie Dresden und anschließend von 2010 bis 2011 Intendant der umstrukturierten und leicht umbenannten Comödie Dresden. Hier spielte er in fast 20 Rollen, z. B. in Die Hexe Baba Jaga in mehreren Teilen, Der nackte Wahnsinn und Pension Schöller und war auch als Regisseur tätig, z. B. bei Den Sozialismus in seinem Lauf... und Ferienheim Bergkristall.
Jürgen Mai ist auch als Synchronsprecher tätig.
Mai lebt in Berlin-Müggelheim und ist seit 1987 mit der Schauspielerin Ulrike Mai verheiratet. Aus der vorherigen Beziehung mit der Schauspielerin Sabine Scholze hat er die beiden Töchter Caroline Scholze und Theresa Scholze, die ebenfalls Schauspielerinnen sind.

## Filmografie (Auswahl)
- 1974: Für die Liebe noch zu mager?
- 1976: Die Forelle
- 1978: Sabine Wulff
- 1978: Der Nekromant oder die erzwungene Unschuld (Fernsehtheater Moritzburg)
- 1979: Rhythmuswechsel (Fernsehtheater Moritzburg)
- 1979: Der Schatz (Fernsehtheater Moritzburg)
- 1979: Addio, piccola mia
- 1980: Januar (Theateraufzeichnung)
- 1982: Polizeiruf 110: Petra (TV-Reihe)
- 1983: Zaubereien (Fernsehtheater Moritzburg)
- 1983: Der doppelte Schöne (Fernsehtheater Moritzburg)
- 1984: Wand an Wand (Fernsehtheater Moritzburg)
- 1984: Mensch Oma! (TV-Serie)
- 1985: Der Staatsanwalt hat das Wort: Hubertusjagd (TV-Reihe)
- 1985: Die Wette (Fernsehtheater Moritzburg)
- 1987: Rollentausch (Fernsehtheater Moritzburg)
- 1987: Kellner sind auch nur Menschen (Fernsehtheater Moritzburg)
- 1987: Der Schulweg
- 1988: Der Vogel
- 1988: Mit Leib und Seele
- 1989: Johanna (TV-Miniserie)
- 1989: Feriengewitter
- 1989: Zwei schräge Vögel
- 1989: Flugstaffel Meinecke (TV-Miniserie)
- 1989: Von Fall zu Fall – Das Nachtgespenst (Fernsehtheater Moritzburg)
- 1990: Polizeiruf 110: Falscher Jasmin (TV-Reihe)
- 1990: Klein, aber Charlotte (Fernsehserie)
- 1991: Die Sprungdeckeluhr
- 1991: Luv und Lee (TV-Miniserie)
- 1991: Feuerwache 09 (TV-Miniserie)
- 1992: Emma und Böbe
- 1992: Karl May (TV-Miniserie)
- 1994: Marienhof (Fernsehserie)
- 1994: Frauenarzt Dr. Markus Merthin (Fernsehserie, 1 Folge)
- 1996: Alarm für Cobra 11 – Die Autobahnpolizei: Bomben bei Kilometer 92
- 1996: Ein Bayer auf Rügen (Fernsehserie, 1 Folge)
- 1996: Peter Strohm (Fernsehserie, 1 Folge)
- 1996: Rosa Roth (Fernsehserie, 1 Folge)
- 1997: Für alle Fälle Stefanie (Fernsehserie, 1 Folge)
- 1997: Alphateam – Die Lebensretter im OP (Fernsehserie, 1 Folge)
- 1999: Der letzte Zeuge (Fernsehserie, 1 Folge)
- 2000: Balko (Fernsehserie, 1 Folge)
- 2000: Wolffs Revier (Fernsehserie, 1 Folge)
- 2001: In aller Freundschaft (Fernsehserie, 1 Folge)
- 2001: Juliette
- 2001: Sommer und Bolten: Gute Ärzte, keine Engel (TV-Miniserie)
- 2001: Doppelter Einsatz (Fernsehserie, 1 Folge)
- 2001: Ein Fall für zwei (Fernsehserie, 1 Folge)
- 2002–2004: Berlin, Berlin (Fernsehserie, 8 Folgen)
- 2003: Der Job seines Lebens
- 2003: Die Rettungsflieger (Fernsehserie, 1 Folge)
- 2004: Der Job seines Lebens 2 – Wieder im Amt
- 2004: Polizeiruf 110: Ein Bild von einem Mörder
- 2005: Popp Dich schlank!
- 2005: Tatort – Atemnot
- 2005: Abschnitt 40 (Fernsehserie, 1 Folge)
- 2006: Schloss Einstein (Fernsehserie, 3 Folgen)
- 2006: Familie Dr. Kleist (Fernsehserie, 1 Folge)
- 2007: SOKO Wismar (Fernsehserie, 1 Folge)
- 2007: Küstenwache (Fernsehserie, 1 Folge)
- 2008: Wege zum Glück (Fernsehserie)
- 2008: Maddin in Love (TV-Miniserie)
- 2009: Unser Charly (Fernsehserie, 2 Folgen)
- 2011: Forsthaus Falkenau (Fernsehserie, 1 Folge)
- 2012–2015: Terra MaX (Fernsehserie, 32 Folgen)
- 2014: Spreewaldkrimi – Mörderische Hitze
- 2016: Alles Klara (Fernsehserie, 1 Folge)
- 2016: Treffen sich zwei
- 2020: Matze, Kebab und Sauerkraut
- 2023: Die Heiland – Wir sind Anwalt – Das Testament (TV-Serie)
- seit 2024: Die Spreewaldklinik (Fernsehserie)

## Theater (Auswahl)
- 1992: Ariel Dorfman: Der Tod und das Mädchen (Escobar) – Regie: Bernd Weißig (Hans Otto Theater Potsdam – Studiobühne)
- 2012: Spuk unterm Riesenrad (Boulevardtheater Dresden)